# Yoshio Inoue (chanteur)
Ne doit pas être confondu avec le réalisateur Yoshio Inoue.
Pour les articles homonymes, voir Inoue.
Yoshio Inoue (井上 芳雄, Inoue Yoshio, né le 6 juillet 1979 à Fukuoka), est un acteur et chanteur japonais, principalement actif sur la scène musicale nationale.

## Biographie
Élevé dans la foi chrétienne, Yoshio Inoue débute le chant à l'église, au sein d'une chorale.
En 2000, encore étudiant à l'Université des Arts de Tokyo, il fait ses premiers pas sur la scène musicale : à 21 ans, il endosse ainsi le rôle du Prince Rudolf dans Elisabeth, mis en scène par Shūichirō Koike. S'il étudie le chant, il n'a aucune expérience de jeu et se forme auprès de Yukio Ninagawa. Toute première version du spectacle autrichien produite par la Tōhō et jouée au Théâtre Impérial, Elisabeth remporte un vif succès et lance sa carrière.
Dès ses débuts, Yoshio Inoue cherche à se diversifier ; il alterne comédies musicales (Miss Saigon ; Marie Antoinette ; Rudolf) et pièces de théâtre classiques (Harold et Maude ; Hamlet ; Love Letters). Parallèlement à sa carrière sur les planches, il est également apparu dans quelques films et séries télévisées ; il est aussi présentateur d'émissions de variétés.
Courant 2008, ses performances dans Mozart!, Wedding Singer et Romance lui permettent de remporter le Prix théâtral Kazuo Kikuta.
Depuis 2013, il forme aux côtés de Kenji Urai et Ikusaburō Yamazaki le groupe StarS.

## Vie privée
Yoshio Inoue est marié à l'actrice Rina Chinen depuis le 27 juillet 2016. Le couple a été partenaire sur les comédies musicales Miss Saigon et Rudolf.

## Scénographie partielle
| Année(s)                         | Titre                                     | Rôle                               |
| -------------------------------- | ----------------------------------------- | ---------------------------------- |
| 2000 - 2001                      | Elisabeth                                 | Le Prince Rudolf                   |
| 2000 - 2001                      | Harold et Maude                           | Harold                             |
| 2002                             | Mozart!                                   | Wolfgang Amadeus Mozart            |
| 2002                             | Libres sont les papillons                 | Don Baker                          |
| 2003                             | Hamlet                                    | Laertes                            |
| 2004                             | Miss Saigon                               | Chris                              |
| 2004 / 2010 / 2020               | Love Letters                              | Andrew « Andy » Makepeace Ladd III |
| 2006                             | Me and My Girl                            | Bill                               |
| 2006                             | Anna Karénine                             | Vronski                            |
| 2006 - 2007                      | Marie Antoinette                          | Axel de Fersen                     |
| 2007                             | Romance                                   | Tchekhov                           |
| 2008 / 2012                      | Rudolf                                    | Prince Rudolf                      |
| 2008 / 2011 / 2013               | Wedding Singer                            | Robbie                             |
| 2009 - 2010 / 2014               | Les Parapluies de Cherbourg               | Guy Foucher                        |
| 2011                             | 3 Musketiers                              | D'Artagnan                         |
| 2012                             | Hamlet                                    | Hamlet                             |
| 2012 - 2014 / 2017 / 2020 / 2022 | Daddy Long Legs                           | Jervis Pendleton                   |
| 2013 / 2025                      | A Tale of Two Cities                      | Sydney Carton                      |
| 2015                             | Elisabeth                                 | Der Tod                            |
| 2016                             | Arcadia                                   | Septimus Hodge                     |
| 2017                             | Gatsby le Magnifique                      | Jay Gatsby                         |
| 2017                             | Le Petit Prince                           | L'aviateur                         |
| 2018                             | Knights' Tale                             | Palamon                            |
| 2018                             | 1984                                      | Winston                            |
| 2018                             | La Petite Sirène                          | Prince Éric                        |
| 2019                             | Natasha, Pierre & The Great Comet of 1812 | Pierre                             |
| 2020                             | The Producers                             | Max Bialystock                     |
| 2022                             | Guys and Dolls                            | Sky Masterson                      |
| 2022                             | Le Petit Prince                           | L'aviateur / Le renard             |
| 2023                             | Jane Eyre                                 | M. Rochester                       |
| 2023 - 2024                      | Beethoven                                 | Ludwig van Beethoven               |
| 2023 - 2024                      | Moulin Rouge!                             | Christian                          |

## Doublage
| Année | Titre                           | Rôle          | Remarques |
| ----- | ------------------------------- | ------------- | --------- |
| 2013  | Planes                          | El Chupacabra |           |
| 2017  | Sword Art Online: Ordinal Scale | Eiji          |           |
| 2019  | My Hero Academia: Heroes Rising | Nine          |           |
| 2020  | Sword Art Online                | Eiji          |           |